# Jean-François Raffaëlli

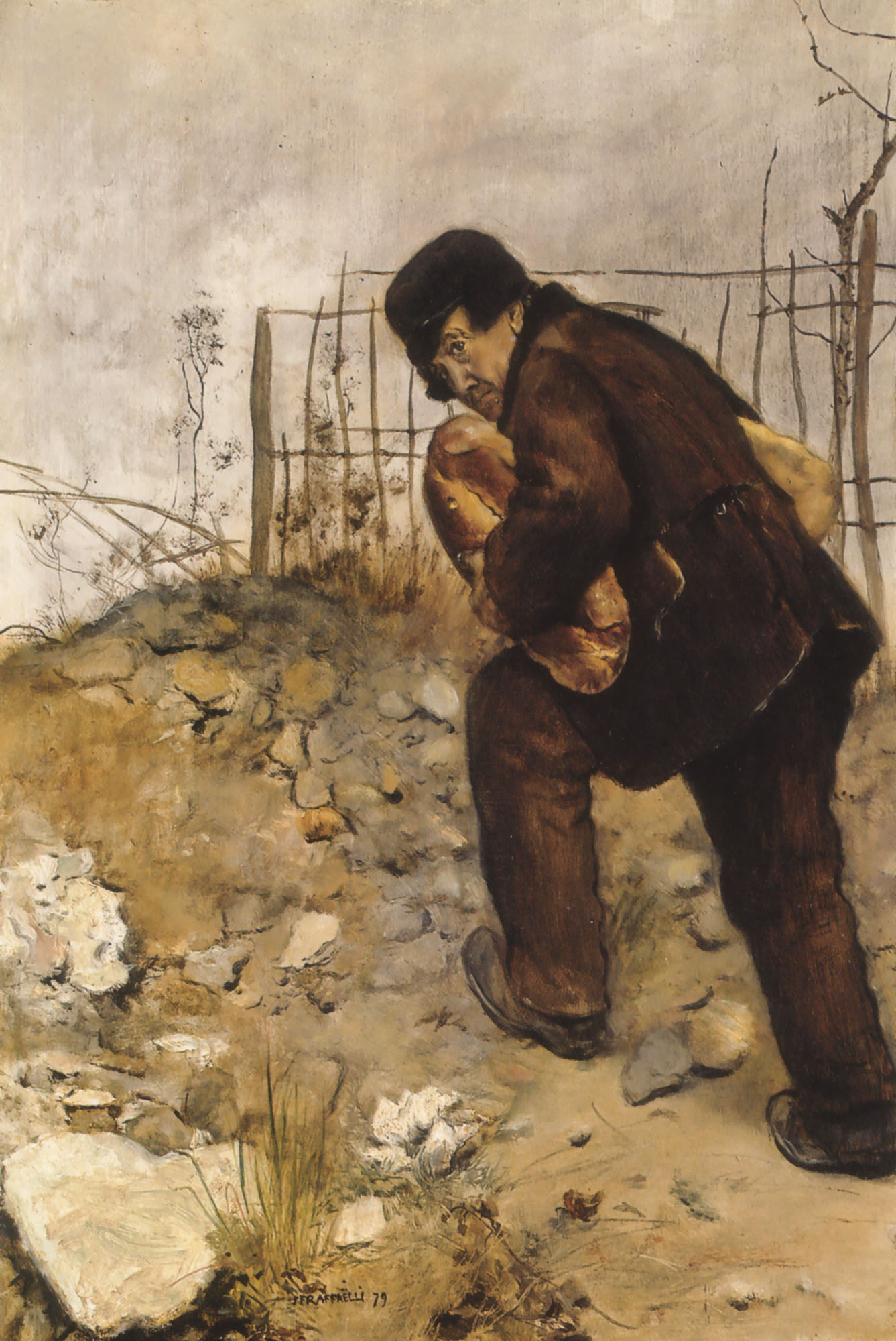
Mężczyzna z dwoma bochenkami chleba, 1879

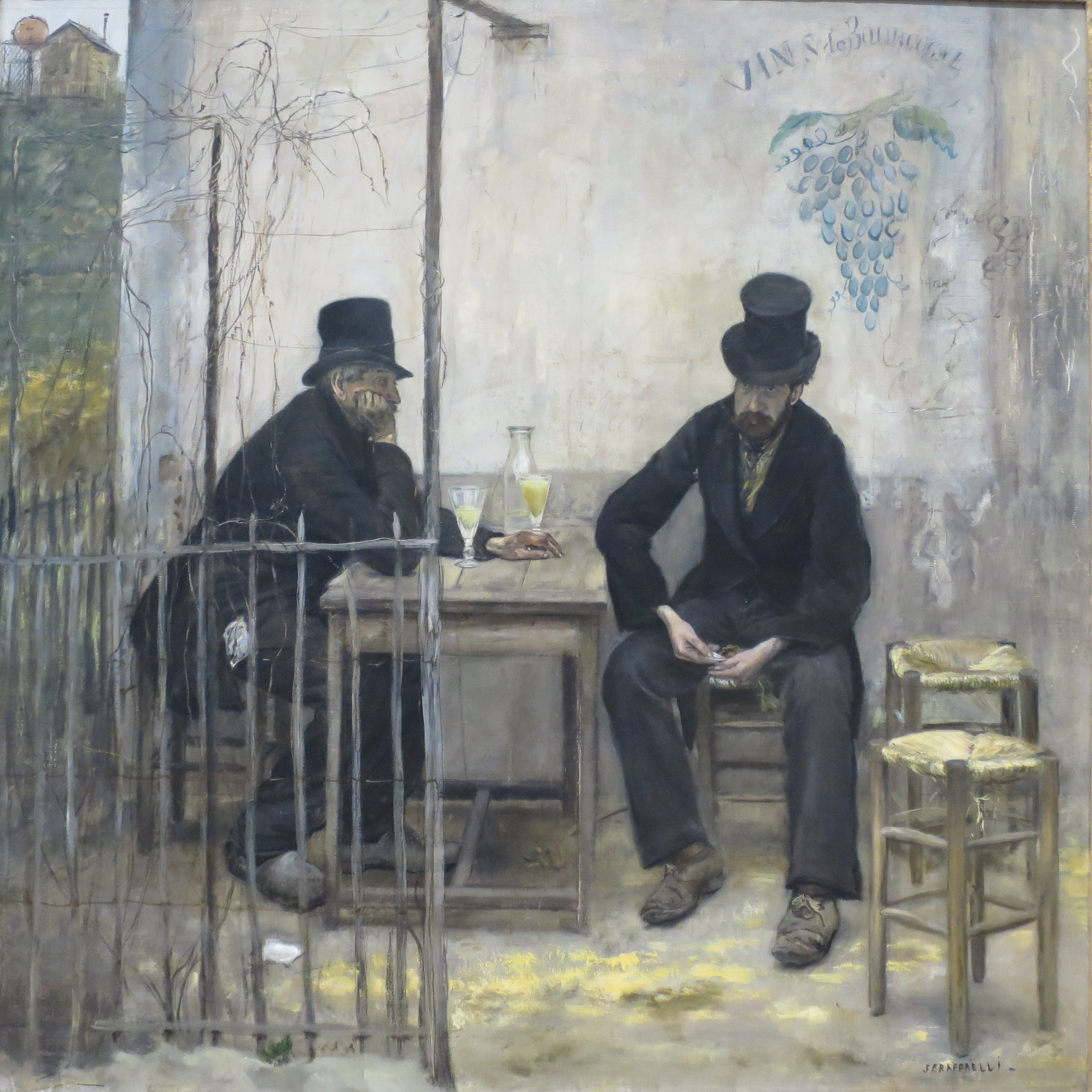
Pijący absynt, ok. 1880

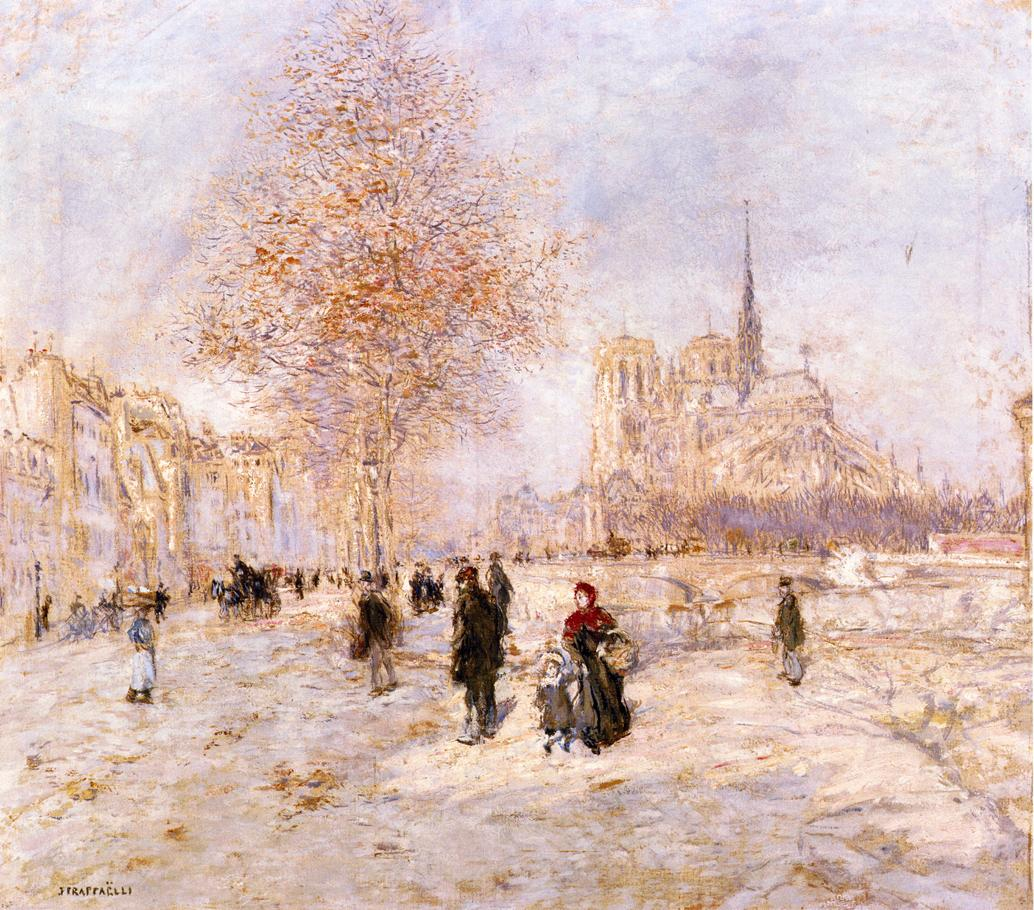
Notre Dame w Paryżu, 1892

Jean-François Raffaëlli (ur. 20 kwietnia 1850 w Paryżu, zm. 11 lutego 1924 tamże) – francuski malarz, grafik, rzeźbiarz i litograf.
Urodził się w rodzinie mieszczańskiej, gdy miał 14 lat jego ojciec znalazł się w trudnej sytuacji materialnej i przyszły malarz musiał zająć się pracą zarobkową. Imał się różnych zajęć, występował m.in. jako aktor w teatrze i śpiewał w chórach. Nigdy nie otrzymał formalnego wykształcenia artystycznego, mimo to debiutował niewielkim pejzażem w paryskim Salonie w 1870. W 1871 uczestniczył w kilkumiesięcznym kursie u Jeana Géromé`a w Ecole des Beaux-Arts.
Raffaëlli malował pejzaże, portrety i sceny rodzajowe, od 1876 zaczął realistycznie przedstawiać charakterystyczne typy ludzkie przedmieść Paryża. Zdobył uznanie krytyki i innych artystów m.in. Jorisa-Karla Huysmansa i Edgara Degasa, który pomógł mu zorganizować wystawy z impresjonistami w latach 1890-91. Jego udział w tych wystawach spotkał się ze znacznymi oporami ze strony środowiska impresjonistów, szczególnie Édouarda Maneta.
W późniejszym okresie artysta zainteresował się centrum Paryża i malował głównie przedstawicieli klasy średniej. Zajmował się też tworzeniem ilustracji, litografią i rzeźbą, publikował na tematy artystyczne. W 1885 otrzymał w Salonie medal honoru, a w 1889 złoty medal na paryskiej wystawie światowej. Dwukrotnie, w 1889 i 1906 wyróżniano go Legią Honorową, był członkiem Towarzystwa Sztuk Pięknych. Popularność zdobył też w Stanach Zjednoczonych, gdzie przebywał dwukrotnie w latach 1895 i 1897.
Zmarł w 1924, spoczywa na Cmentarzu Père-Lachaise.

## Ilustracje
- Joris-Karl Huysmans: Croquis parisiens, eaux-fortes de Forain et Raffaëlli, Paris : H. Vaton, 1880 dostępny online
- Octave Mirbeau: Contes de la chaumière, Paryż: G. Charpentier i E. Fasquelle, 1894
- Claudius Madrolle: En Guinée, ilustracje J.-F. Raffaëlli, Paryż: H. Le Soudier, 1895
- Gustave Coquiot: Le Vrai J.-K. Huysmans, préface de J. K. Huysmans, avec un portrait par J.-F. Raffaëlli, Paryż: C. Bosse, 1912

## Publikacje
- Catalogue illustré des œuvres de Jean-François Raffaëlli exposées 28 bis, avenue de l'Opéra, du 15 mars au 15 avril 1884, suivi d’Une étude des mouvements de l'art moderne et du beau caractériste, par J.-F. Raffaëlli, Paris : [s.n.], 1884
- Le Laid, l'intimité, la sensation et le caractère dans l'art ; une bibliothèque des dessins, conférence au palais des Beaux-Arts de Bruxelles, au Salon annuel des XX, le 7 février 1885, Poissy : Imprimerie de S. Lejay, s. d.
- Les Promenades d'un artiste au Musée du Louvre, Paris : Bibliothèque des Annales politiques et littéraires, 1908. Réédité sous le titre Mes promenades au Musée du Louvre, préface de Maurice Barrès, Paris : Éditions d'art et de littérature, 1913
- Correspondance Jean-François Raffaëlli – Octave Mirbeau, textes établis, présentés et annotés par Pierre Michel, Tusson : Imprimerie du Lérot, 1993